# Klaviyo
Klaviyo, Inc. est une entreprise technologique internationale qui propose une plateforme d’automatisation du marketing, utilisée principalement pour le marketing par e-mail et par SMS. Son siège social est à Boston, aux États-Unis. Les 143 000 clients de Klaviyo sont, pour la plupart, des sites d'e-commerce hébergés sur Shopify.

## Historique
L'entreprise a été fondée en 2012 par Andrew Bialecki et Ed Hallen.
En août 2022, l’entreprise d’e-commerce Shopify a annoncé qu’elle faisait de Klaviyo la solution de messagerie recommandée pour sa plateforme marchande Shopify Plus, et qu'elle investissait 100 000 000 de dollars américains dans l’entreprise,.
En mai 2023, Klaviyo a déposé une demande d'introduction en bourse (IPO) auprès du New York Stock Exchange.
En 2023, PrestaShop annonce un partenariat avec la plateforme de marketing automation Klaviyo: « PrestaShop Automation with Klaviyo offre une segmentation en temps réel, des flux de mails automatisés, des analyses prédictives et une assistance complète [...]» .
En septembre 2023, l’entreprise est entrée en bourse et a levé 576 millions de dollars à cette occasion, pour une valorisation de 9,2 milliards de dollars.
En mai 2024, la plateforme Klaviyo a été localisée en français.

## Logiciels et services
La plateforme Klaviyo s'intègre principalement aux plateformes de commerce électronique, telles que Shopify, Magento, Prestashop , Stripe, Wix et WooCommerce[réf. nécessaire].
En plus de ses intégrations de plateforme d’e-commerce, les utilisateurs peuvent intégrer d’autres outils de leurs piles technologiques comme Zendesk, Okendo et Salesforce, directement dans Klaviyo, ou utiliser une solution API lorsqu'une intégration doit être personnalisée.

## Récompenses
En 2023, Klaviyo est arrivée à la 6e place du Cloud 100 de Forbes, un classement de 100 entreprises de cloud privé.
En 2023, Klaviyo a été classée parmi les 600 meilleurs employeurs aux États-Unis.
En 2024, Klaviyo est arrivée en 17e position des 50 meilleurs employeurs du Royaume-Uni (dans la catégorie des grandes entreprises).